# Trümmerbahn Freiburg
| Trümmerbahn Freiburg             | Trümmerbahn Freiburg |
| -------------------------------- | -------------------- |
| Karte der Freiburger Trümmerbahn |                      |
| Streckenlänge:                   | 2,6 km               |
| Spurweite:                       | 600 mm (Schmalspur)  |
|                                  |                      |

Die Freiburger Trümmerbahn, auch bezeichnet als Trümmerexpreß, Schuttexpreß, Schuttabfuhrbahn oder Schotterbahn, war eine für den Transport der Trümmer aus den bei dem Luftangriff vom 27. November 1944 besonders getroffenen Gebieten errichtete Feldbahn der Arbeitsgemeinschaft Freiburger Baubetriebe (ARGE). Die in 600-mm-Spur ausgeführte und 2,6 km lange Strecke wurde am 12. Februar 1947 in Betrieb genommen und führte von der Albertstraße (Institutsviertel) über die Mathildenstraße, Barbarastraße, Robert-Koch-Straße und Breisacher Straße zum Schotterwerk Flückiger an der Grenzstraße (Stadtteil Mooswald). Für den Betrieb standen fünf Dampflokomotiven, vier Diesellokomotiven und 146 Muldenkipper bzw. Loren zur Verfügung. Neben der städtischen Schuttbahn existierten mehrere von privater Seite temporär errichtete Anschlussbahnen. Mitte 1949 wurde die Trümmerbahn zugunsten eines LKW-Betriebs aufgegeben und anschließend demontiert.

## Geschichte

### Vorgeschichte
Nach dem Luftangriff auf Freiburg am 27. November 1944 waren die Straßen auf 24 Kilometer Länge komplett verschüttet. Die kompakte Trümmermenge betrug circa 520.000 m³, in loser Form wurde das Volumen mit einer Million Kubikmeter angegeben. Als prioritär galt nach Vorgabe der französischen Militärregierung zunächst die Räumung der Verkehrswege. Eine systematische Trümmerbeseitigung in der Fläche scheiterte an den benötigten Fahrzeugen und Arbeitskräften. Erschwerend kam hinzu, dass die Trümmer in der Regel nicht abtransportiert bzw. verwertet, sondern nur in die Keller versenkt wurden.
Im Dezember wandte sich daher der amtierende Oberbürgermeister Hoffmann an das Tiefbauamt, um diesen Missstand schnellstmöglich zu beenden und zu einer geordneten, effizienteren Trümmerbeseitigung überzugehen.

„Das erfordert bei dem Mangel an geeigneten Transportfahrzeugen vor allem auch den Einsatz von Transportbahnen. Ich bitte deshalb, unverzüglich für die Beschaffung von ausreichenden Feldbahnen (Gleise und Wagen) Sorge zu tragen und mir […] regelmäßig Bericht zu erstatten.“

### Planung und Einholung verschiedener Angebote
Hoffmann schlug für eine schnellstmögliche Errichtung einer solchen Transportbahn  vor, die Gleise der ca. 3–4 km langen, normalspurigen Strecke vom Güterbahnhof Freiburg-Süd über die Opfinger Str. zur Pflanzschule beim Rieselgut, die in den letzten Monaten des Krieges zwecks Anbindung des Munitionsdepots errichtet worden war, zu demontieren und sicherzustellen. Dieses Vorhaben scheiterte allerdings an der französischen Verwaltungsstelle „Détachement d`occupation Societé Nationale des Chemins de Fer“, Wilhelmstraße 19, die die auch von ihrer Seite geplante Demontage und den anschließend vorgesehenen Transport des Materials nach Frankreich damit rechtfertigte, dass diese Schienen französischen Ursprungs seien.

„Es ist uns nicht möglich, Ihnen auch nur vorübergehend die Berechtigung zu erteilen zur Benützung des Gleises. Wir haben soeben die Anweisung zum Abbau des Gleises […] und zum Abtransport der Baustoffe nach Frankreich erhalten. Die Abbauarbeiten werden sofort in Angriff genommen.“

Am 11. Dezember 1945 trat ein durch das Tiefbauamt initiierter Erlass über „Meldepflichtige Geräte und Maschinen“ in Kraft. Fünf Freiburger Unternehmen übermittelten daraufhin ihren Bestand an Feldbahngleisen, Weichen, Kreuzungen, Drehscheiben und Loren.
| Firma                    | Feldbahngleise (in m) | Weichen, Stk. | Kreuzungen | Drehscheiben | Loren |
| ------------------------ | --------------------- | ------------- | ---------- | ------------ | ----- |
| Armbruster & G.          | 1070                  | 8             | –          | –            | 25    |
| Badische Baugesellschaft | 1500                  | –             | 1          | –            | 1     |
| F. X. Sichler & Co       | 285                   | –             | –          | –            | 8     |
| G. Olbricht              | 700                   | –             | –          | –            | 35    |
| Max Kühlsheimer          | –                     | –             | –          | –            | 4     |
| Nickel&Seditz            | –                     | –             | –          | –            | 16    |
| 600mm gesamt             | 3555                  | 8             | 1          | –            | 89    |

Die o. g. Firmen sollten verpflichtet werden, diese Geräte für die übliche Miete der Stadt bereitzustellen. Das Hochbauamt merkte hierzu an, dass zwar genügend Gleise, aber „unverhältnismäßig wenig Weichen, Kreuzungen und Drehscheiben“ zur Verfügung stünden.
Da auch der Eigenbesitz des Tiefbauamtes nicht den Ansprüchen genügte, konzentrierte sich die Suche zunehmend auf die Heranziehung auswärtiger Firmen. So ging etwa ein Angebot der Firma F. C. Glaser & R. Pflaum, Berlin ein, die leihweise Feldbahngerät der Fa. Friedrich Krupp bereitstellen könne. Auch die Fa. R. Harderer, Hoch-Tiefbau, Kehl erklärte sich bereit, einen Trümmerbeseitigungsvertrag abzuschließen. Dieser hätte unter anderem 2–3 Dieselbagger, 3 160 bzw. 200 PS starke Dampfloks der Hersteller O. u. K. bzw. Henschel, 30–40 Kastenkipperloren mit einem Inhalt von 3,5 m³ und 4 m³ sowie 5–7 km Gleis in der Spurweite 900 mm und die zugehörigen Weichen umfasst.
Der Auftrag zur Trümmerbeseitigung wurde schließlich am 8. August 1946 an die Fa. Dyckerhoff & Widmann (Dywidag), Karlsruhe vergeben. Freiburg erhielt Feldbahngerät, das zuvor beim sogenannten Unternehmen Wüste (Abbau von Ölschiefer am Rand der Schwäbischen Alb) verwendet wurde.
Trotz Einverständnis der Militärregierung konnte der in Dotternhausen bei Balingen stehende Maschinenpark erst nach langwierigen Verhandlungen nach Freiburg überführt werden. Weitere Geräte zur Schutträumung lieferte unter anderem die Fa. Bährle, Offenburg.
Die zuvor vom Tiefbauamt in Eigenregie durchgeführte Trümmerbeseitigung ging Mitte September 1947 auf die privatwirtschaftlich agierende Arbeitsgemeinschaft Freiburger Baubetriebe (ARGE) über. Die ARGE erhielt hierfür eine Vergütung seitens der Stadt von 0,65 RM je abtransportiertem m³ Trümmermasse.

### Errichtung
Eine Begehung der geplanten Trassenführung in Hinblick auf die Umsetzbarkeit des Vorhabens fand Ende September 1946 durch die Städtische Bauleitung statt.
Am 13. November 1946 begann die Verlegung der Gleisanlagen durch politische Häftlinge. Hierfür wurde eine Erhöhung der dem Wiederaufbau zustehenden Internierten auf 170 Mann erwirkt. Insgesamt standen fünf Kilometer schmalspurige Gleise (600 mm) für den Bau zur Verfügung. Auch die ersten Lokomotiven trafen bereits im November 1946 ein.
Anfang Januar 1947 lagen die Gleise von der Grenzstraße kommend schon bis zur Bismarckstraße. Von 4.000 bestellten und dringend benötigten Holzschwellen waren bis zu diesem Zeitpunkt allerdings erst 1.000 eingetroffen, 1.000 weitere sollte die Fa. Richtberg, Neuenburg am Rhein vorschussweise abgeben.

### Inbetriebnahme – 1947
Am 14. Februar 1947 wurde die Trümmerbahn feierlich eröffnet. Acht mit Trümmerschutt beladene Loren, gezogen von „einer dampfenden und schrill pfeifenden Lokomotive“, traten von der Albertstraße ihre Jungfernfahrt zum Schotterwerk Flückiger an. Oberbürgermeister Hoffmann ließ es sich anlässlich dieses Ereignisses nicht nehmen, selbst auf der Maschine mitzufahren. Für die Herren der französischen Verwaltung und die Presse wurde ein tannengeschmückter Sonderwagen bereitgestellt.

„Alle hatten das Gefühl, dass etwas sehr Wesentliches geschieht im Wiederaufbau der Stadt Freiburg, dass es förmlich mit Volldampf daran geht.“

Für den Betrieb wurden insgesamt 9 Lokomotiven verschiedener Hersteller vorgehalten, darunter fünf Dampflokomotiven sowie vier Diesellokomotiven der Fabriken Gmeinder und Kälble. Die Leistung der mit Dampf betriebenen Maschinen war mit 50 PS im Gegensatz zu 25 PS der Diesellokomotiven deutlich größer, letztere war aber hinsichtlich der Betriebskosten preiswerter.
146 Loren und Muldenkipper unterschiedlicher Fassungsvermögen (30 Muldenkipper 3/4 m³, 36 Muldenkipper 2 m³, 30 Loren 1,5 m³ und 50 Holzlastenkipper 2 m³) gewährleisteten den täglichen Abtransport von 150 m³ Trümmermasse. Ende 1947 wurde diese Menge auf 400–500 m³ pro Tag gesteigert.
Die Trümmerräumung begann im Institutsviertel, um eine Kanalanlage freizulegen und die geplante Sandgewinnungsanlage an der Rheinstraße verwirklichen zu können.
Mit etwa der Hälfte der durch die Feldbahn abtransportierten Trümmer wurde der durch Kiesabbau in den 1920er Jahren entstandene Flückigersee aufgefüllt, während die andere Hälfte der Trümmerverwertung zugeführt wurde. Die zur Verfügung stehenden 300 Arbeitskräfte reichten allerdings noch nicht aus für die mögliche maximale Tagesleistung von 20 Zügen pro Tag.
Ein Lokbetrieb für sechs Züge umfasste folgende Posten (ohne Überstunden, Daten beziehen sich auf 1948).
| Tätigkeit                 | Anzahl | Arbeitszeit (summiert) | Stundenlohn | Kosten/Tag |
| ------------------------- | ------ | ---------------------- | ----------- | ---------- |
| Lokführer                 | 9      | 72 h                   | 1,10 DM     | 79,20 DM   |
| Heizer/Beifahrer          | 9      | 72 h                   | 1,– DM      | 72,– DM    |
| Arbeiter in der Kiesgrube |        |                        |             | 147,16 DM  |
| Gleisunterhaltung         | 6      | 48 h                   | 0,88 DM     | 1,– DM     |
| Werkstatt                 |        |                        |             | 86,– DM    |
| Schweißer-Kolonne         |        |                        |             | 34,10 DM   |
| Schrankenwärter           | 8      | 64 h                   | 0,88 DM     | 56,40 DM   |

### Private Anschlussbahnen und Anbindung der Sortieranlage – 1948
Im Folgejahr wurde die Strecke über die Hebelstraße und die Friedrichstraße bis zum Fahnenbergplatz verlängert. Eine vormals geplante Weiterführung zur Kaiser-Joseph Straße wurde hingegen – unter anderem wegen des wiederaufgenommenen Straßenbahnbetriebs, der eine zweite niveaugleiche Kreuzung erfordert hätte – nicht realisiert.
Auch Privatunternehmen erkannten die Vorteile des schienengebundenen Abtransportes der Trümmer. So existierte etwa von Anfang März bis Anfang Mai 1948 eine Anschlussstrecke der Badischen Landesstrafanstalt an der Johanniterstraße (heute: Hermann-Herder Straße), die über die Katharinenstraße die Anbindung an die städtische Schuttbahn in der Albertstraße herstellte.
Diese Strecke stieß allerdings beim Tiefbauamt nicht unbedingt auf Gegenliebe. So wurde festgestellt, dass insbesondere die vorhergehende Genehmigung des städtischen Tiefbauamtes (Stadtverwaltung) als Träger der Straßenbaulast und der Polizeidirektion als zuständige Stelle des öffentlichen Verkehrs hätte eingeholt werden müssen.
Ferner wurde darauf aufmerksam gemacht, dass die Gefängnis-Verwaltung die Haftung für durch diese Feldbahn entstandene Unfälle und Schäden übernehme, die Feldbahn aus verkehrstechnischen Gründen „mit gutem Bauschutt, wenn notwendig, vom Tiefbauamt auf [dessen] Kosten mit getränktem Schotter und Steinsplitt auszulegen“ und bei Überquerungen rechtwinklig zur Straßen- bzw. Fahrrichtung auf etwa 3 m auszugleichen sei. Auch ein Überwachungs- und Unterhaltungsdienst müsse eingerichtet werden. Wegen der verkehrstechnischen Vorschriften (Aufstellung der notwendigen Verkehrszeichen) solle man sich mit der Polizeidirektion in Verbindung setzen. Nach Beendigung der Bauarbeiten sei die Feldbahnanlage sofort zu entfernen.
Weitere private Anschlussbahnen führten von der Albertstraße über die Sautierstraße zum Herder-Verlag (Mai – September 1948) und von der Breisacher Straße in die Killianstraße zum Zementwerk Scholz (Juli 1948).
Mitte 1948 schlug das städtische Tiefbauamt, „da die Schuttbahn voraussichtlich ein Jahrzehnt oder noch länger“ liegen werde, den Einbau von Rillenschienen anstatt der bisher verwendeten Vignolschienen an den verkehrsreichen Straßenübergängen wie an der Albertstraße, Hohenzollernplatz und in der Breisacher Straße vor. Dadurch sei eine bessere Unterhaltung der Gleiszonen möglich und die Straßenfahrzeuge seien weniger Erschütterungen ausgesetzt.
Gleichzeitig wurde der schlechte Zustand der Gleisübergänge in der Friedrich- und Hebelstraße bemängelt. Für den Fahr- und Fußgängerverkehr sei der mit der Straßenbefestigung (Kleinpflaster) eingelegte Gleisstrang in der Friedrichstraße im Anschluss an die Hebelstraße und bis zum Fahnenbergplatz besonders gefährlich, da „die Schuttbahn-Gleiszone erhebliche Löcher aufweist“.
Im August 1948 wurde auf dem brach liegenden Areal nördlich der Breisacher Straße zwischen Killianstraße und Robert-Koch-Straße auf Kosten der Stadt eine Sortier- und Verwertungsanlage in Betrieb genommen.
Wegen des Mangels an Holzschwellen für den Gleisbau innerhalb der Anlage wurde eine Verfügung über die Abgabe von 150 Festmetern geschlagenem Rundholz aus dem Raum Schluchsee/Neustadt an das Schwellenwerk Richtberg, Neuenburg am Rhein erlassen. Begründet wurde dies damit, dass „eine Verbindung [der Trümmerbahn] zu dieser Arbeitsstätte unbedingt durchgeführt werden muss.“ Insgesamt lieferte die Fa. Richtberg von Ende 1946 bis Mitte 1948 über 1.500 Holzschwellen.
Die Sortier- und Verwertungsanlage war in der Lage, täglich 300 Kubikmeter Schutt aufzunehmen und zu verarbeiten, ein Quantum, das bequem durch zwei Bagger und Trümmerbahn herangeschafft werden konnte. Aus den Bautrümmern wurde dabei der Feinschutt ausgesiebt und der Überfall anschließend mit Hilfe eines Laufbandes von Hand nach Backsteinen, Backsteinbruch und Bruchsteinen aussortiert. Wegen Unrentabilität wurde die Anlage allerdings schon im Winter 1948/49 wieder stillgelegt.
Bis Ende 1948 wurden 20 % der Trümmermassen beseitigt, die Hälfte davon allein 1948.

### Betriebseinstellung und Verlagerung zum LKW-Betrieb  – 1949
Die Währungsreform von 1948 hatte starke Auswirkung auf die Trümmerbeseitigung, da seither für diese Arbeiten genügend Fahrzeuge zur Verfügung standen. Mit der ARGE trat Anfang 1949 ein neuer Vertrag in Kraft, der eine Umstellung von Fest- auf Leistungspreise vorsah.

„Ferner musste von der Flächenräumung zu einer beweglichen Trümmerbeseitigung übergegangen werden, d.h. Trümmerbeseitigung dort, wo Bau nach Möglichkeit besteht. […] Dies bedingte einen Übergang von dem Feldbahn- zum LKW-Betrieb.“

Der bisherige Betrieb mit Bagger und Transportbahn ermöglichte den Abtransport von 2900 m³ Trümmern zu einem durchschnittlichen Preis von 13,50 DM/m³, also für ca. 39.150,- DM/Monat. Ökonomisch sinnvoller war hingegen die Variante mit LKW-Betrieb geworden, die zu dem gleichen Preis mit 4000 m³ den Abtransport einer deutlich größeren Trümmermenge ermöglichte (9,80 DM/m³).
Von Seiten der Gewerkschaften wurden die damit verbundenen Entlassungen scharf kritisiert. Da unter den Entlassenen die Hälfte unter 26 Jahre alt seien, erhalte diese „jeder sozialen Verantwortung entbehrende Entlassungsmaßnahme eine besonders krasse Bedeutung“.
Das Wiederaufbaubüro entgegnete dazu, dass die Männer „gemäß Auskunft des Arbeitsamts alle wieder untergebracht“ werden würden und rechtfertigte diese Maßnahmen mit den Auswirkungen der Umstellung von Selbstkostenerstattungsvertrag auf Leistungsvertrag. Durch diese Umstellung sei auch die ARGE „nunmehr gezwungen, zu kalkulieren und die früher der Stadt aufgebürdeten Generalunkosten einzuschränken.“
Die Schienen der Trümmerbahn wurden schließlich im August 1949 abgebaut.